# Athletic Club Sparta Praha fotbal 2006-2007
Questa voce raccoglie le informazioni riguardanti l'Athletic Club Sparta Praha fotbal nelle competizioni ufficiali della stagione 2006-2007.

## Stagione
Lo Sparta Praga coglie una storica doppietta vincendo campionato e coppa nazionale: in quest'ultima competizione esclude Dvůr Králové (2-5), Dosta Bystrc-Kníničky (0-6), Břeclav (0-2), Marila Příbram (1-2), Tescoma Zlín (1-2) e lo Jablonec in finale per 1-2.
In Coppa UEFA i cechi eliminano l'Hearts ai preliminari accedendo alla fase a gironi: inseriti nel gruppo F, comprendente Ajax, Austria Vienna, Espanyol e Zulte Waregem, perdono a Praga contro l'Espanyol (0-2), pareggiano in casa contro l'Ajax (0-0), perdono a Waregem (3-1) e vincono a Vienna (0-1). Il girone è concluso al quarto posto il che stabilisce l'eliminazione dei praghesi dal torneo.

## Calciomercato
Vengono ceduti Zlámal (in prestito al Tescoma Zlín), Hanek (Slovan Bratislava), Žižka (Dynamo České Budějovice), Lukáš (Teplice), Poláček (al Mladá Boleslav per 600.000 euro), Loučka (Jablonec), Herzan (Lecce), Hašek (Marila Příbram), Sivok (all'Udinese per 2 milioni di euro), Jeslínek (in prestito alla Dynamo České Budějovice) e nel gennaio del 2007 Lustrinelli (al Lucerna per 250.000 euro).
Vengono acquistati Pavek, Zich, Kopic (Vysočina Jihlava), Homola (ritorna dal prestito al Malatyaspor ma viene venduto allo Jablonec nel gennaio del 2007), Ančic (in prestito dallo Slovan Liberec), Horváth (Vissel Kobe), Hušek (inizialmente in prestito dallo Jablonec, nel gennaio del 2007 viene acquistato definitivamente per 200.000 euro), Jungr, Sylvestre (Barcellona), Nádenícek, Jun (in prestito dal Trabzonspor), Rezek (Viktoria Plzeň) e nel gennaio del 2007 Mares (dallo Zenit per 500.000 euro), Barreyro (Boca Juniors), Kulič (dal Mladá Boleslav per 300.000 euro) e Kučera (Jablonec).

## Organico

### Rosa
| N. |                       | Ruolo | Calciatore        |
| -- | --------------------- | ----- | ----------------- |
| 1  | Rep. Ceca (bandiera)  | P     | Ondřej Pavek      |
| 2  | Rep. Ceca (bandiera)  | D     | Tomáš Řepka       |
| 3  | Rep. Ceca (bandiera)  | D     | Milan Kopic       |
| 5  | Rep. Ceca (bandiera)  | D     | Václav Drobný     |
| 7  | Slovacchia (bandiera) | A     | Tomáš Kóňa        |
| 8  | Slovacchia (bandiera) | D     | Radoslav Zabavník |
| 9  | Rep. Ceca (bandiera)  | A     | Libor Došek       |
| 10 | Rep. Ceca (bandiera)  | A     | Miroslav Slepička |
| 11 | Rep. Ceca (bandiera)  | C     | Daniel Kolář      |
| 12 | Rep. Ceca (bandiera)  | A     | Jan Rezek         |
| 14 | Rep. Ceca (bandiera)  | C     | Pavel Horváth     |
| 16 | Rep. Ceca (bandiera)  | C     | Jan Šimák         |
| 17 | Francia (bandiera)    | C     | Ludovic Sylvestre |
| 19 | Rep. Ceca (bandiera)  | C     | Marek Jungr       |

| N. |                       | Ruolo | Calciatore         |
| -- | --------------------- | ----- | ------------------ |
| 19 | Slovacchia (bandiera) | C     | Juraj Ančic        |
| 20 | Rep. Ceca (bandiera)  | D     | Zdeněk Pospěch     |
| 23 | Rep. Ceca (bandiera)  | D     | Michal Kadlec      |
| 25 | Rep. Ceca (bandiera)  | D     | Štěpán Kučera      |
| 26 | Rep. Ceca (bandiera)  | D     | Pavel Mareš        |
| 27 | Rep. Ceca (bandiera)  | C     | Luboš Hušek        |
| 28 | Rep. Ceca (bandiera)  | A     | Miroslav Matušovič |
| 29 | Rep. Ceca (bandiera)  | P     | Jaromír Blažek     |
| 30 | Rep. Ceca (bandiera)  | A     | Bohumil Nádenícek  |
| 30 | Rep. Ceca (bandiera)  | A     | Marek Kulič        |
| 31 | Rep. Ceca (bandiera)  | P     | Tomáš Grigar       |
|    | Rep. Ceca (bandiera)  | P     | Lukáš Zich         |
|    | Slovacchia (bandiera) | C     | Karol Kisel        |
|    | Argentina (bandiera)  | A     | Guido Barreyro     |

### Staff tecnico
Jan Stejskal è l'allenatore dei portieri.